# Мясорубка

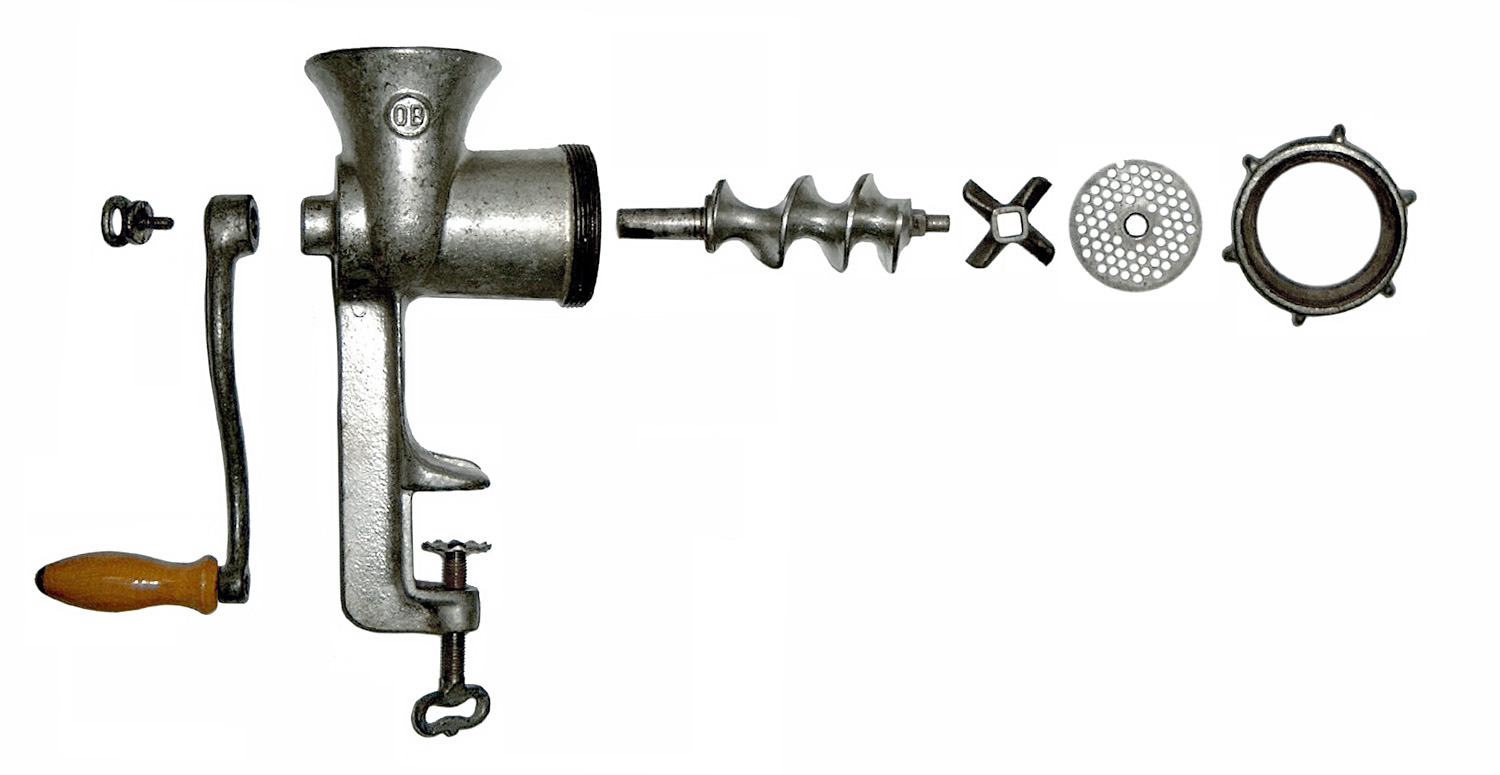
Механическая мясорубка в разборе, схема расположения частей

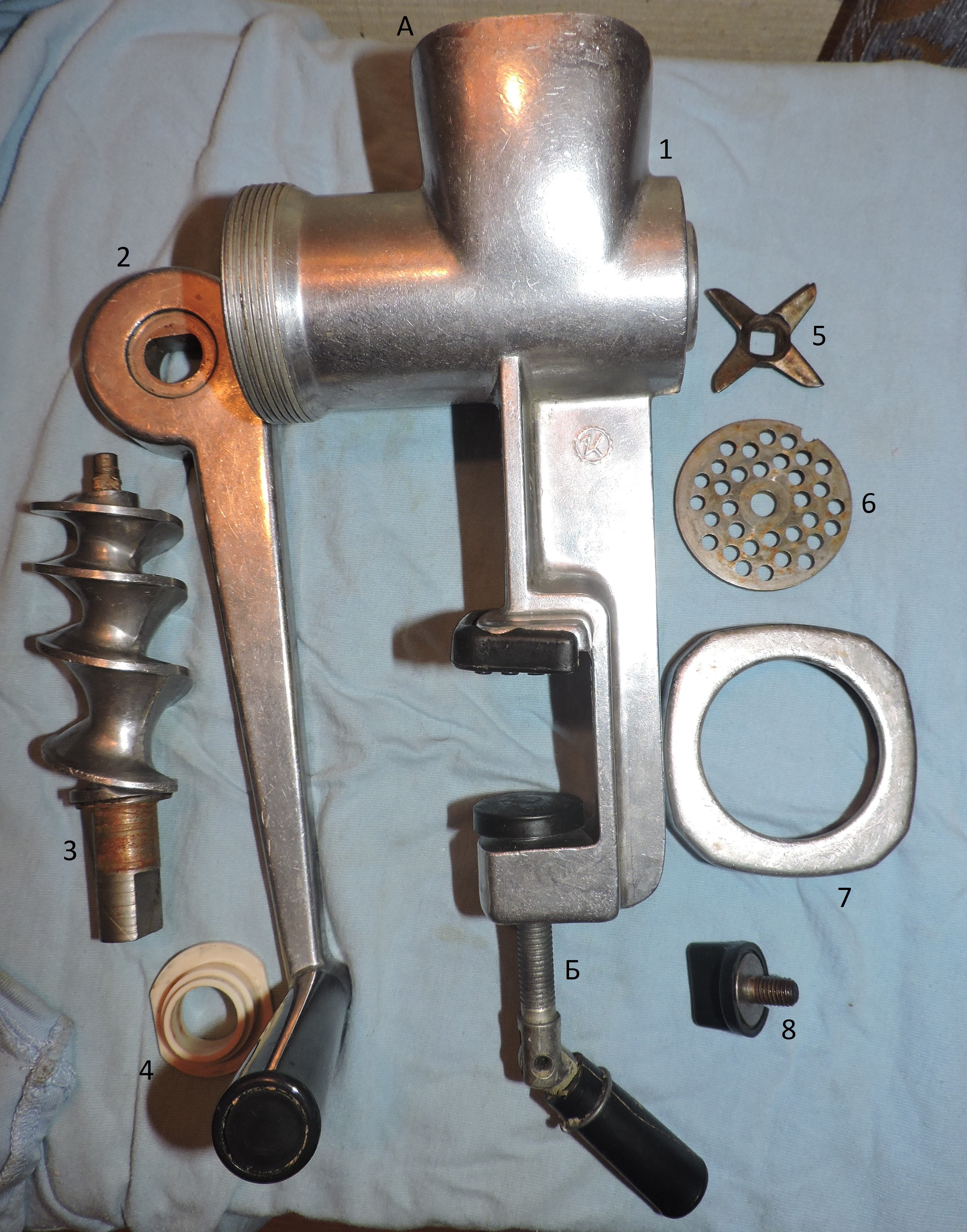
Механическая мясорубка в разборе:
1. Корпус:
А. Мясоприёмник;
Б. Струбцина крепёжная;
2. Рукоятка;
3. Шнек с левозаходной резьбой;
4. Втулка подшипниковая;
5. Нож режущий с 4 лезвиями;
6. Решётка;
7. Гайка накидная;
8. Рым-болт для крепления рукоятки

Мясору́бка — механическое или электромеханическое приспособление для изготовления мясного фарша и измельчения других видов продуктов. Также используется для изготовления лапши, спагетти, печенья, сока из мягких фруктов,ягод и овощей. Аналогичное устройство, применяемое в пищевой промышленности, называется волчок.
Мясорубка была изобретена в XIX веке бароном Карлом Дрезом.

## Устройство

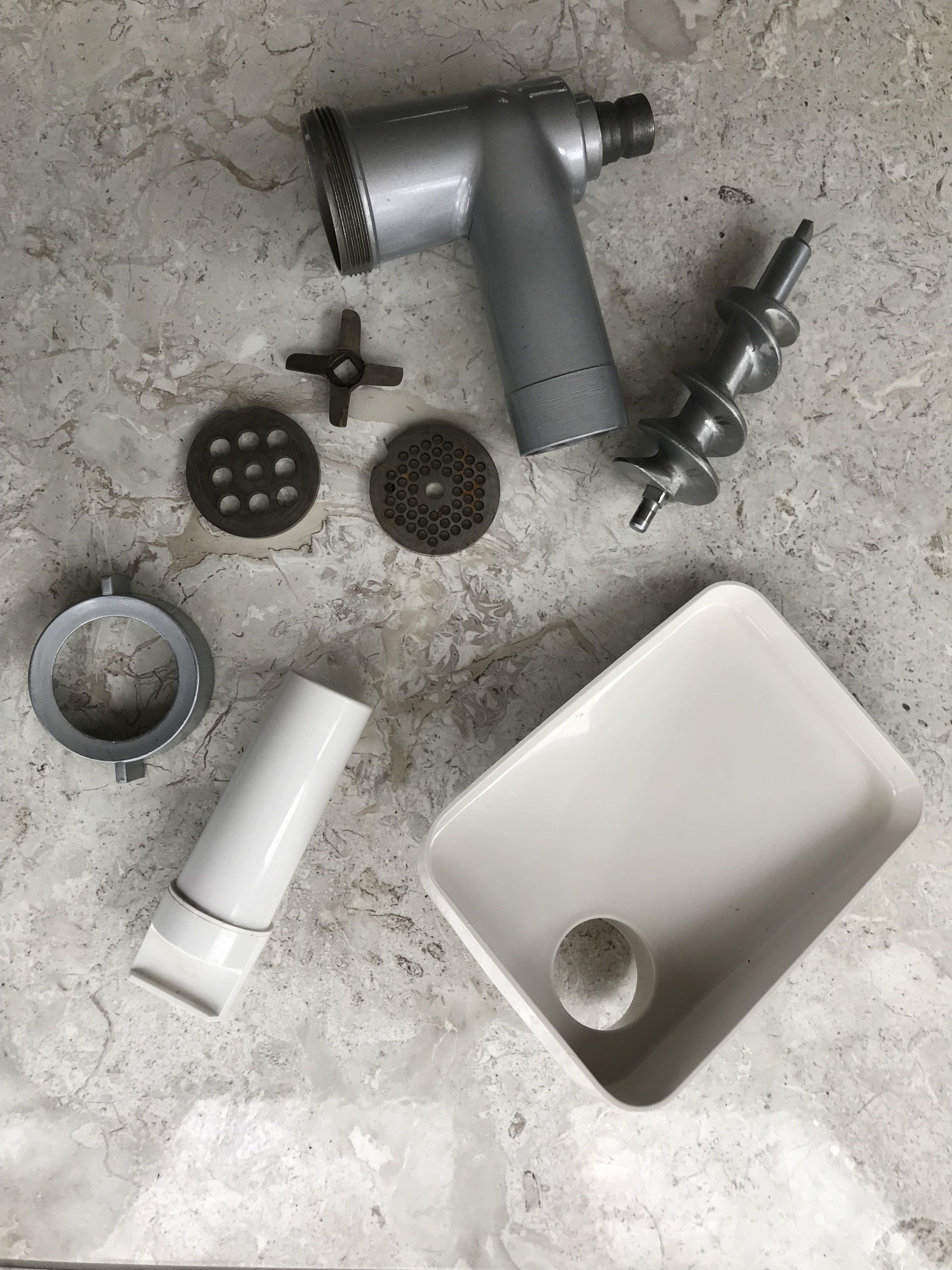
Съёмная рабочая часть электрической мясорубки, подобной конструкции мясорубочные насадки используются и в кухонных комбайнах. Снизу: пластмассовый лоток и толкатель в мясоприёмник. Решётки с разным диаметром отверстий

Классическая ручная мясорубка состоит из следующих частей:
- корпус с мясоприёмником;
- шнековый вал;
- нож (вращающийся);
- решётка (неподвижный нож);
- рукоятка.

Мясо или другой продукт через мясоприёмник попадает на шнековый конвейер, с помощью которого прижимается к решётке, а затем отрезается скользящим по поверхности решётки ножом. В мясоприёмнике ручной мясорубки есть рёбра, с помощью которых от куска мяса, слишком большого для прохода по шнеку, отрезаются куски меньших размеров. В отличие от блендера, измельчение продуктов в мясорубке происходит непрерывно: продукт закладывается в мясоприёмник и выходит через решётку.
Ручная мясорубка для своей работы требует приложения достаточно больших усилий к рукоятке, а значит, прочного крепления к столу. Поэтому ручные мясорубки оснащаются струбциной. Мясорубки с электроприводом не требуют струбцины и изготавливаются в настольном или напольном исполнении. Бытовые электрические мясорубки также обычно имеют более узкую и длинную горловину мясоприёмника, и к ним в комплект входит толкатель, чтобы предотвратить попадание пальцев в шнек. Для электрической бытовой мясорубки мясо перед подачей в мясоприёмник желательно нарезать кусками поменьше. Шнек и нож приводятся во вращение универсальным коллекторным двигателем через редуктор. 
Мясорубки могут быть также в виде дополнительных приспособлений в составе кухонных комбайнов. Также, электрические мясорубки другой конструкции, представляющие собой высокооборотистую ножевую крыльчатку рубящего типа в корпусе, могут быть в виде дополнительной насадки ручного блендера.

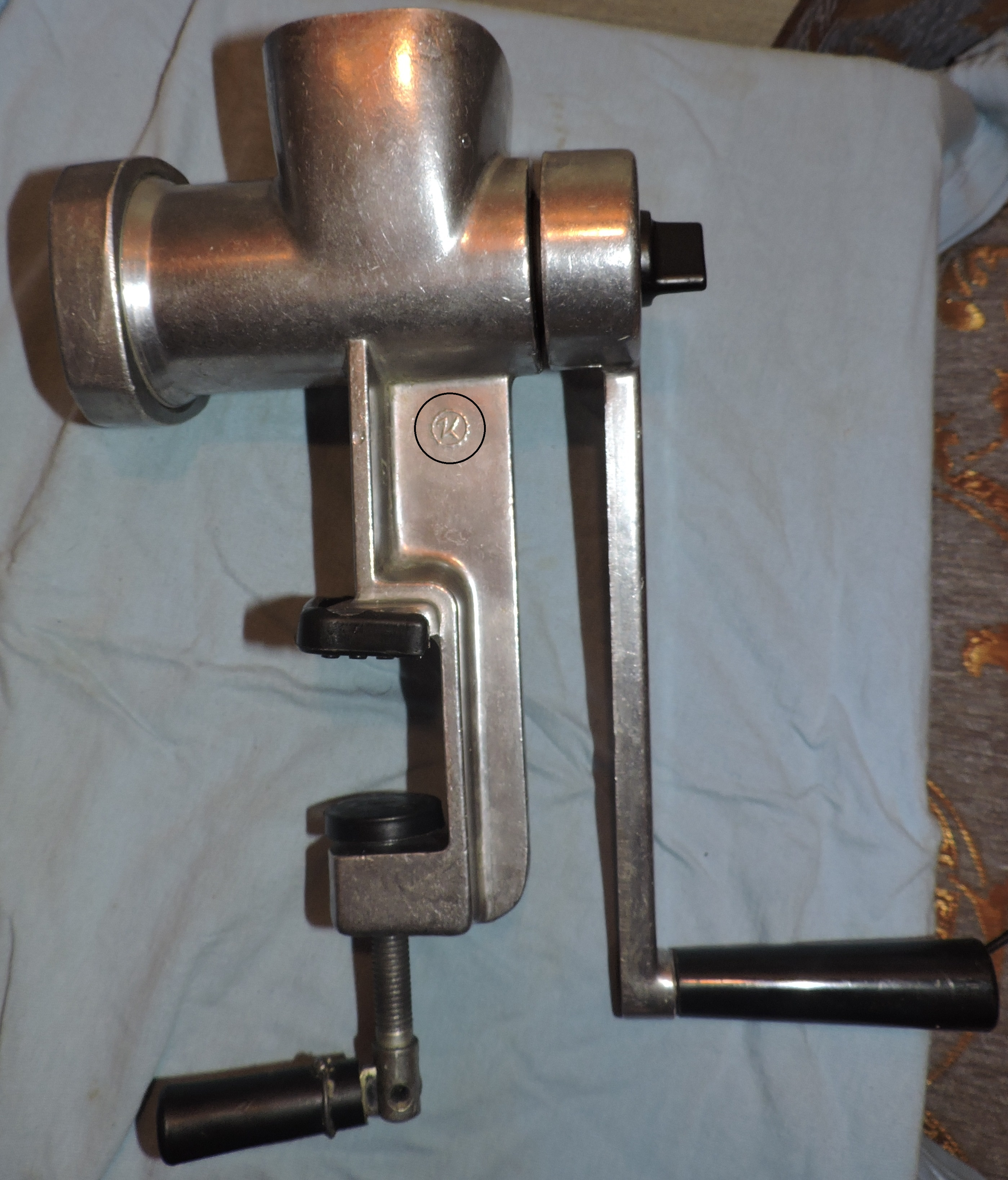
Механическая мясорубка в сборе
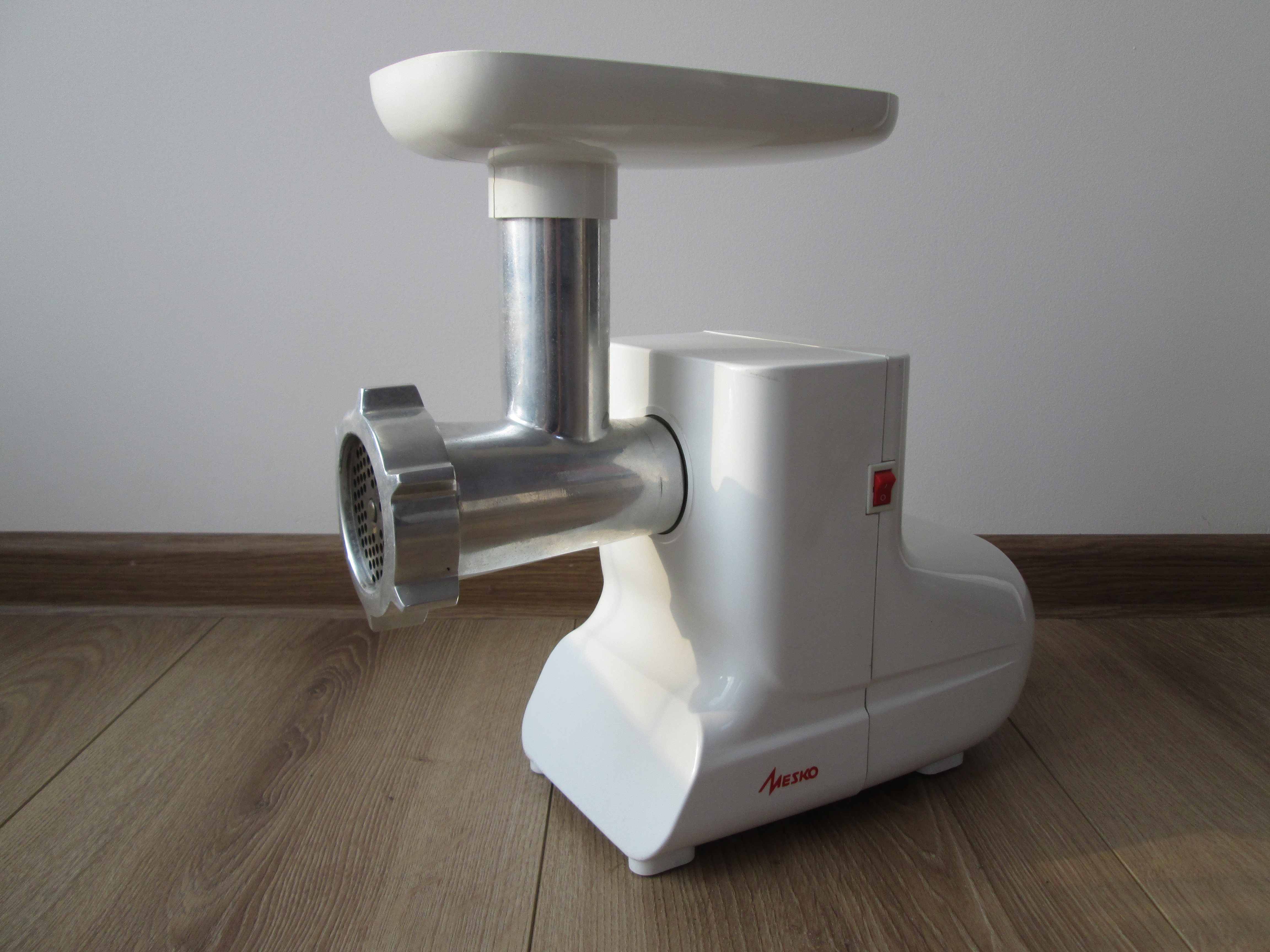
Бытовая электромясорубка
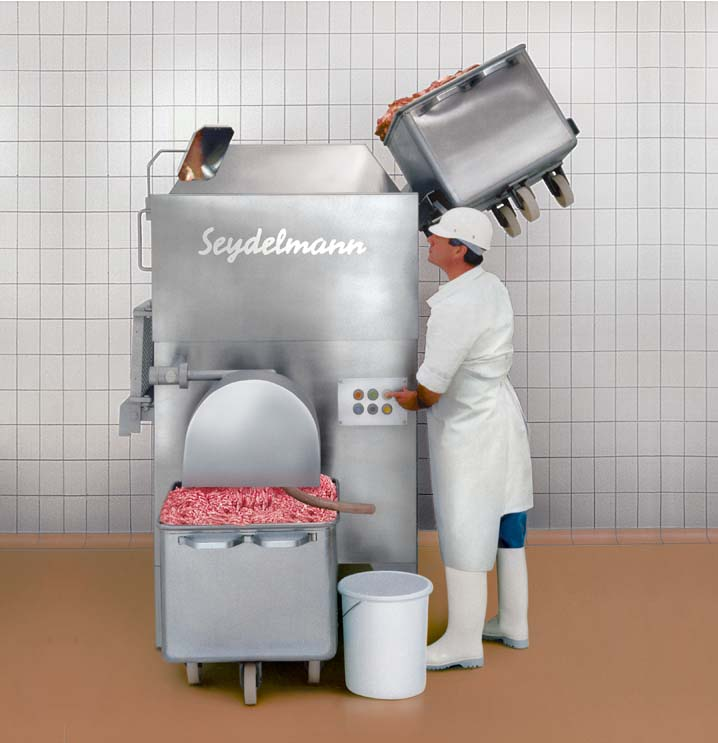
Промышленная мясорубка
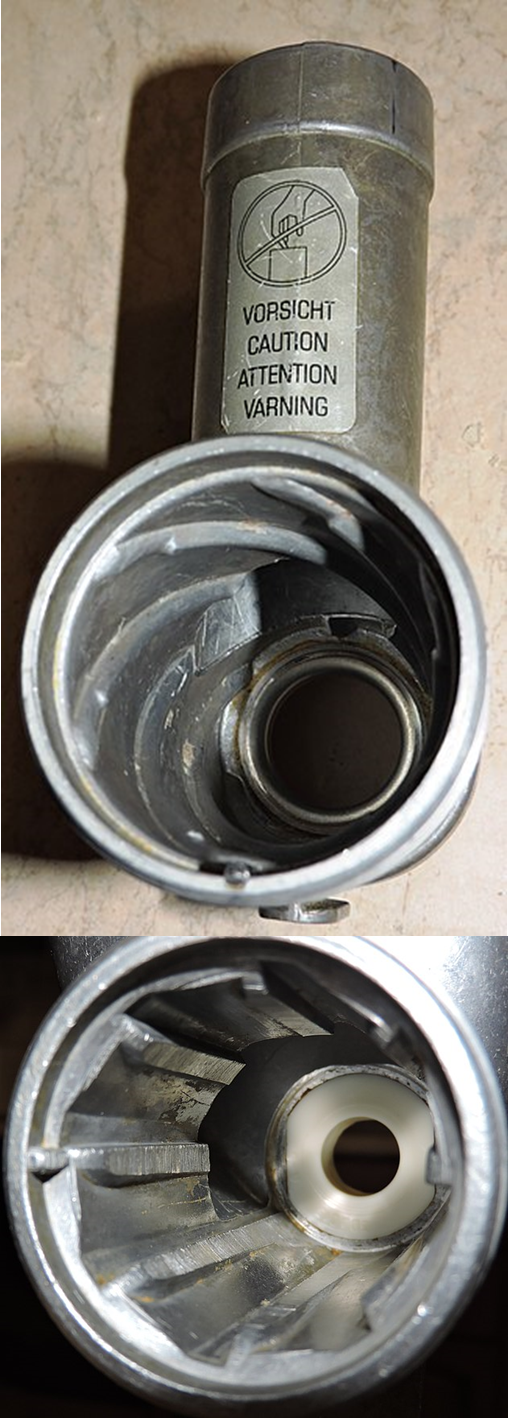
Варианты направляющих рёбер внутри корпуса мясорубки
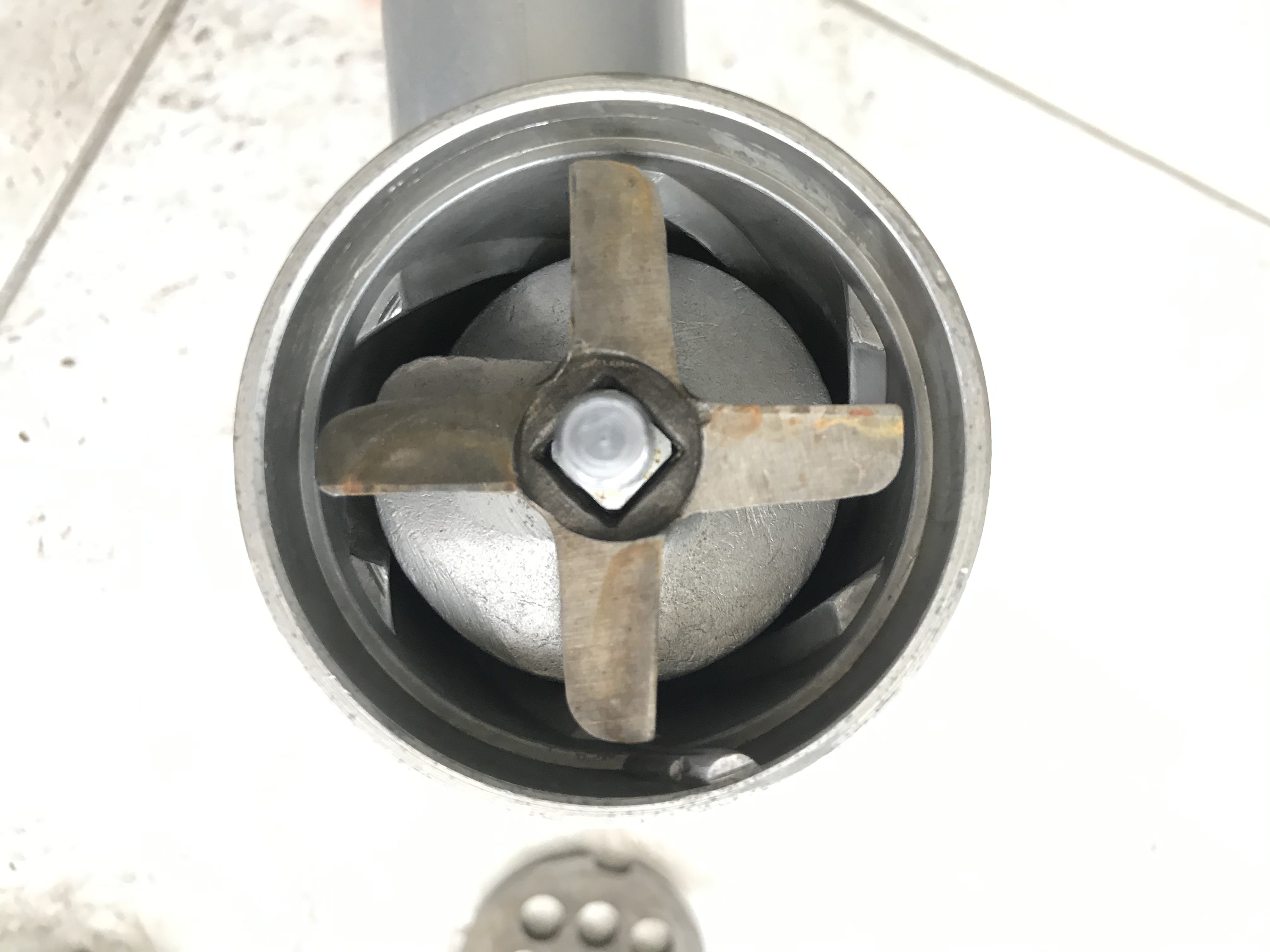
Шнек и нож мясорубки, решётка и гайка сняты

## Насадки для мясорубок
При наличии соответствующих насадок, мясорубка может использоваться не только по своему прямому назначению, но и для выполнения других кулинарных операций:
насадки устанавливаемые вместо ножа и решётки и закрепляемые гайкой для их крепления
- Насадка для колбасы, предназначена для заполнения оболочки домашних колбас, сосисок и сарделек.
- Насадка кеббе, предназначена для получения полых трубок из фарша для последующего наполнения их начинкой и обжаривания.
- Моделирующая насадка для фарша, позволяет распределять фарш на равномерные порции.
- Насадка-пресс (в виде шнековой соковыжималки), помогает готовить соки из ягод, мягких фруктов и овощей.
- Насадка для томатов, предназначена для приготовления томатного сока и пасты.
- Насадки для теста, используют для приготовления лапши, спагетти и кулинарных изделий (печенья, хворост).

цилиндрические насадки устанавливаемые на электромясорубки вместо блока со шнеком
- Насадка-овощерезка (шинковка), позволяет нарезать твердые овощи кружочками, кубиками и брусочками.
- Насадка-тёрка, позволяет использовать мясорубку в качестве тёрки.

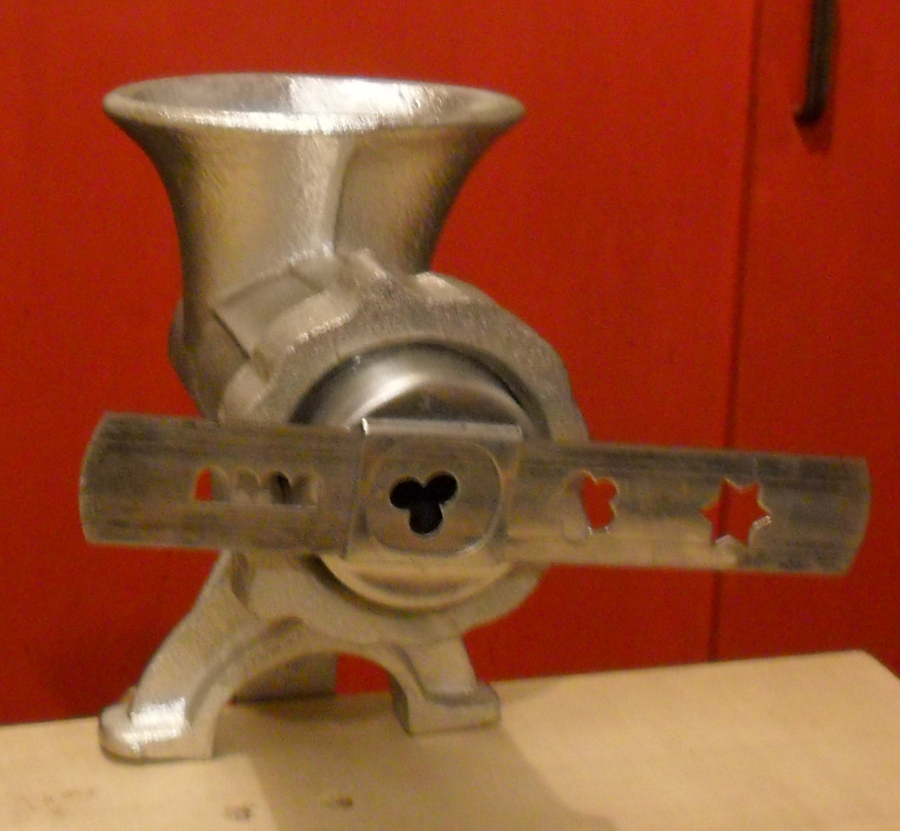
Насадка для формования песочного печенья
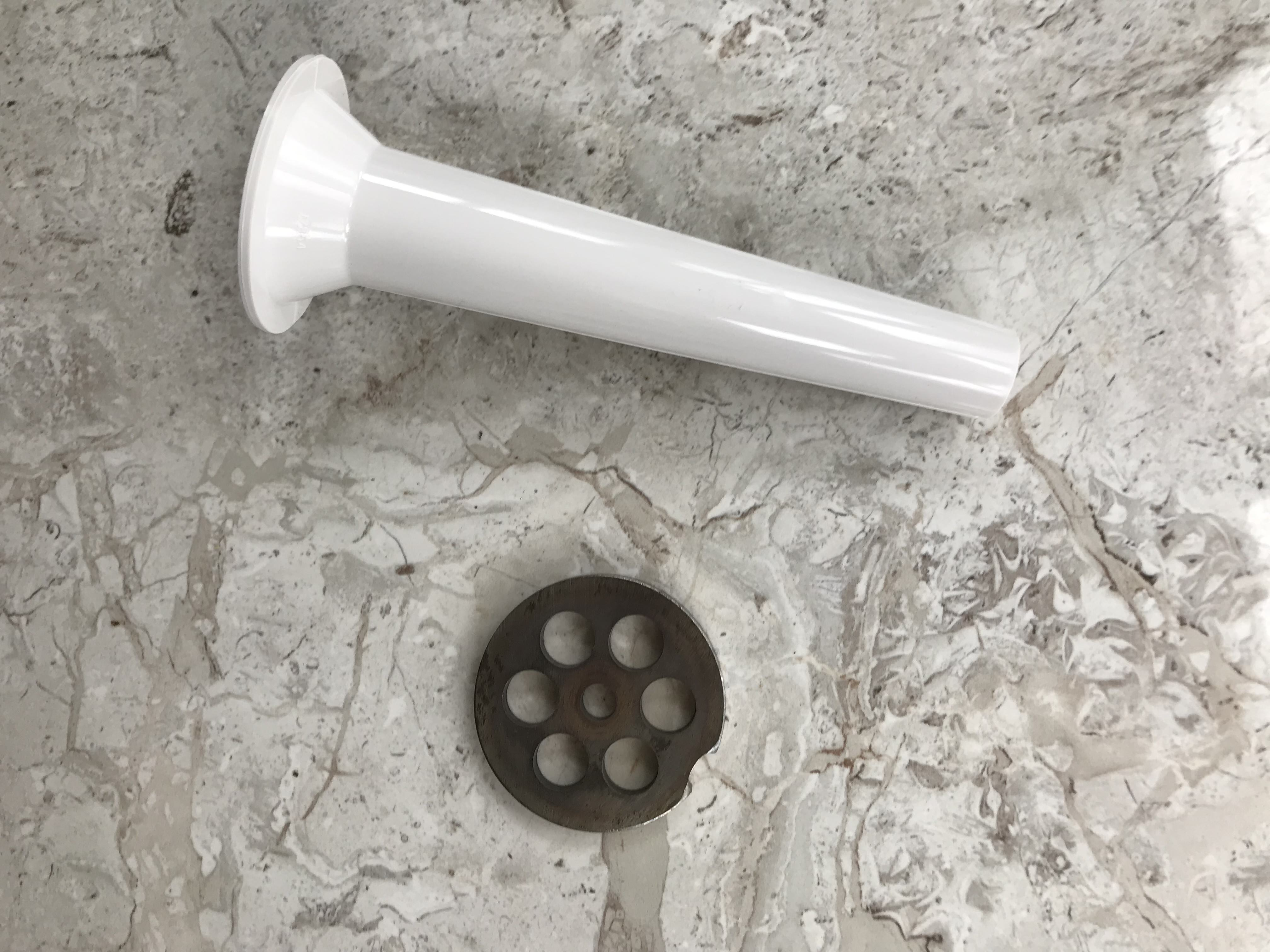
Пластмассовая коническая насадка для наполнения сосисок
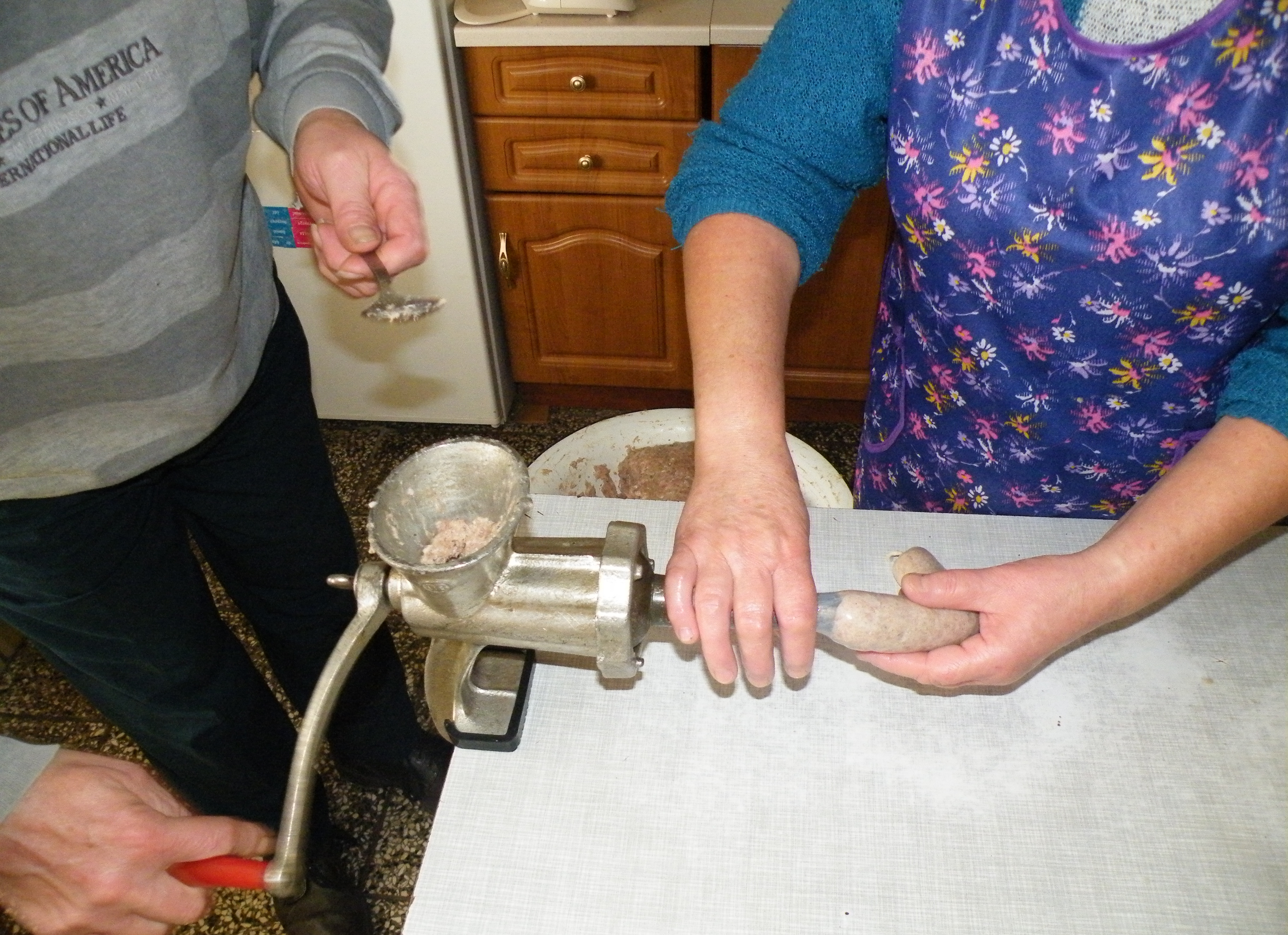
Процесс наполнения колбаски при помощи насадки